# Алжир на літніх Олімпійських іграх 2020
Алжир на літніх Олімпійських іграх 2020 представляли сорок чотири спортсмени в чотирнадцятьох видах спорту.

## Спортсмени
| Вид спорту                      | Чоловіки | Жінки | Загалом |
| ------------------------------- | -------- | ----- | ------- |
| Легка атлетика                  | 4        | 1     | 5       |
| Бокс                            | 5        | 3     | 8       |
| Веслування на байдарках і каное | 0        | 1     | 1       |
| Велоспорт                       | 2        | 0     | 2       |
| Фехтування                      | 2        | 2     | 4       |
| Дзюдо                           | 1        | 1     | 2       |
| Карате                          | 0        | 1     | 1       |
| Академічне веслування           | 2        | 0     | 2       |
| Вітрильний спорт                | 1        | 1     | 2       |
| Стрільба                        | 0        | 1     | 1       |
| Плавання                        | 1        | 2     | 3       |
| Настільний теніс                | 1        | 0     | 1       |
| Важка атлетика                  | 1        | 0     | 1       |
| Боротьба                        | 8        | 0     | 8       |
| Загалом                         | 28       | 13    | 41      |